# Huis te koop
Huis te koop is een hoorspel van Wolfgang Hildesheimer. Hauskauf werd op 9 januari 1974 door de Westdeutscher Rundfunk uitgezonden. De KRO zond het uit in het programma Theater op dinsdag 9 december 1975, van 21:45 uur tot 22:55 uur (met een herhaling op vrijdag 5 januari 1996). De vertaling was van Léon Povel, die ook regisseerde.

## Rolbezetting
- Arthur Boni
- Bernard Droog

## Inhoud
Wolfgang Hildesheimer: "K. wil van V. het huis kopen. V. leidt K. eerst door enige bijna lege kamers, die aan de fantasie van K. - en daarmee ook aan die van de luisteraar - een grote speelruimte laten. Dan komen er echtere vollere kamers, werkplaatsen (in één ervan wordt bijvoorbeeld een zeilschip gebouwd) en opslagplaatsen met uitrustingen voor grootschalige expedities. Met het oog op deze ruimten en deze requisieten getuigt V. nu van een geweldige welsprekendheid. Hij onthult wat hij van plan is te doen, zodra hij dit idyllische huis heeft verkocht."